# 14424 Laval
14424 Laval este o planetă minoră (asteroid), cu un diametru de 12,943 km, din centura de asteroizi. A fost descoperită pe 30 septembrie 1991 la Observatorul Național Kitt Peak de Spacewatch și a fost numită după Laval University⁠(d). 
Obiectul prezintă o orbită caracterizată de o semiaxă mare de 3,1429776 UAi, o excentricitate de 0,12, o înclinație de 21,76615 ° în raport cu ecliptica.